# Robert Enrico
Gino Robert Enrico (Liévin, 13 aprile 1931 – Parigi, 22 febbraio 2001) è stato un regista e sceneggiatore francese.

## Biografia
Figlio di immigrati italiani giunti in Francia negli anni venti, si laureò nel 1951 all'IDHEC (Institut des hautes études cinématographiques), e si dedicò principalmente alla redazione e produzione di cortometraggi commissionati dalle case cinematografiche, come Thaumetopoea e Il fiume del gufo, per i quali fu premiato rispettivamente alle mostre cinematografiche di Venezia e di Cannes.
Nel 1957 partecipò alla realizzazione del documentario Paradiso terrestre di Luciano Emmer, ma il suo esordio come regista di un lungometraggio avvenne solo nel 1963 con il film La belle vie. Nel corso degli anni sessanta e settanta diresse film di vario genere, prevalentemente noir, polizieschi e di avventura.
Pellicole di gran successo in quegli anni furono Una vampata di violenza (1966), I tre avventurieri (1967), La via del rhum (1971), Il clan dei francesi (1972), Frau Marlene (1976) e Sorvegliate il vedovo (1980), nei quali diresse attori di primo piano come Lino Ventura, Alain Delon, Brigitte Bardot, Philippe Noiret, Catherine Deneuve, Serge Reggiani, Romy Schneider e altri.
Nel 1989, in occasione del bicentenario della Rivoluzione francese, gira la prima parte di un film storico celebrativo, Les années lumière.
Il suo ultimo film è del 1999, Fait d'Hiver.
Ha presieduto l'Académie des arts et techniques du Cinéma, la Société des réalisateurs de films, la Commission SACD du cinéma e la Fédération européenne des réalisateurs audiovisuels.
Morì nel 2001, a 69 anni, di cancro ai polmoni. La sua tomba è locata presso il cimitero di Montparnasse, a Parigi.

## Premi e riconoscimenti
- Premio Jean Vigo per La belle vie (1954)
- Premio César per il miglior film con Frau Marlene (1976)

## Filmografia parziale
- Un avvenimento sul ponte di Owl Creek (La rivière du hibou) (1962)
- La belle vie (1963)
- Una vampata di violenza (Les Grandes Gueules) (1966)
- I tre avventurieri (Les aventuriers) (1967)
- Criminal Face - Storia di un criminale (Ho!) (1968)
- La via del rhum (Boulevard du rhum) (1971)
- Il clan dei francesi (Les caïds) (1972)
- Il segreto (Le Secret) (1974)
- Frau Marlene (Le vieux fusil) (1976)
- Sorvegliate il vedovo (Pile ou Face) (1980)
- In nome dei miei (Au nom des tous les miens) (1983)
- La rivoluzione francese (La révolution française) - co-diretto con Richard T. Heffron (1989)
- Vent d'est (1993)
- Fait d'Hiver (1999)